# Каніболоцький Павло Михайлович
Павло Михайлович Каніболоцький (нар. 1 березня 1906, Царичанка, Дніпропетровська область — пом. 13 серпня 1950, Дніпропетровськ) — доктор геологічних наук, професор, ректор Чернівецького університету в 1944–1949 роках

## Біографія
Народився у селянській сім'ї.
У 1916 році закінчив церковно-приходську школу.
Працював на шкір заводі, служив у лавах Червоної армії.
З 1924 року навчався на робітфаці (вечірнє відділення) та працював на Харківському електроламповому заводі.
В 1927–1930 роках навчався у Дніпропетровському гірничому інституті (тепер — Національний гірничий університет України).
Як відмінник навчання залишився в аспірантурі.
Після захисту у 1935 році кандидатської дисертації працював доцентом у тому ж гірничому інституті та за сумісництвом у Дніпропетровському університеті.
У 1944 році П. Каніболоцького було призначено на посаду ректора Чернівецького університету. Там же був завідувачем кафедри пектографії та корисних копалин.
1945 році в Київському університеті імені Т. Шевченка захистив докторську дисертацію «Геологія Криворізького басейну».
З 1947 року — професор, заслужений діяч науки і техніки Казахської РСР.
За відбудову Чернівецького університету Наркомат УРСР нагородив Павла Каніболоцького знаком «Відмінник освіти».
1946 року нагороджений медаллю «За сумлінну працю в роки Великої Вітчизняної війни»
У грудні 1947 року Павла Каніболоцького обрано депутатом Чернівецької обласної ради.
У січні 1950 року переведений на посаду завідувача кафедри петрографії та геології корисних копалин Дніпропетровського гірничого інституту.
Помер 13 серпня 1950 року у Дніпропетровську.

## Наукові праці
- Об основных причинах рудоотложения в гидротермах // Сб. тр. Днепроп. горного ин-та. 1940. Вып. 2
- К вопросу о генезисе Чиатурского марганцевого месторождения // Там само. 1941. Вып. 3
- Петрогенезис пород и руд Криворожского железорудного бассейна. Чц., 1946

## Нагороди
- «Заслужений діяч науки і техніки Казахської РСР» (1947);
- «Відмінник освіти» (1947);
- Медаль «За сумлінну працю в роки Великої Вітчизняної війни» (1946).